# Ebba Jahnfors
Ebba Carolina Elisabeth Jahnfors, född 27 mars 2001,  är en svensk fotbollsspelare som 2023 spelar för Trelleborgs FF i Elitettan. 
Jahnfors växte upp i Kivik och började spela fotboll i Kivik AIF:s knatteverksamhet som fyraåring. Som tolvåring började Jahnfors spela med Limhamn Bunkeflos F00-lag där hon bland annat var med om att spela hem medaljer i SM för 16- och 19-åringar samt Gothia Cup.
Inför säsongen 2019 värvades Jahnfors av Trelleborgs FF i div 1 Södra Götaland. I februari 2021 värvades hon till Kristianstads DFF i Damallsvenskan. I augusti 2021 meddelade AIK att man värvat Jahnfors från seriekonkurrenten KDFF. Kontraktet skrevs på ett och ett halvt år. I augusti 2022 bröt Jahnfors kontraktet med AIK och återvände till Trelleborgs FF på ett korttidskontrakt. TFF vann div 1 södra och kvalificerade sig för Elitettan, varpå ett nytt kontrakt för 2023 signerades. I Elitettan 2023 startade Jahnfors i samtliga matcher utom en (avstängd), Trelleborgs FF slutade på andra plats och kvalificerade sig därmed för spel i Damallsvenskan 2024.     